# جوليانا سغرينا

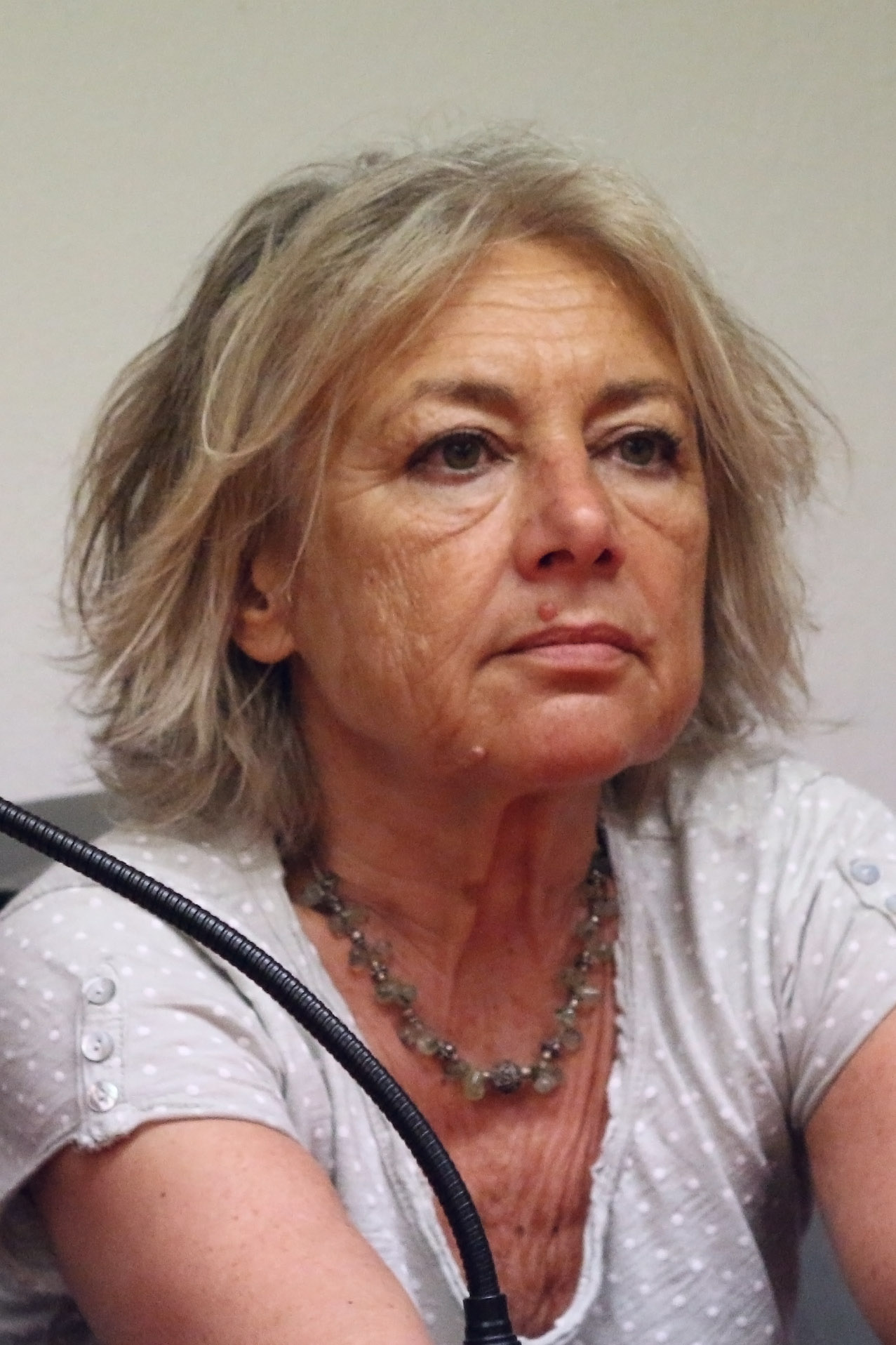
جوليانا سغرينا

جوليانا سغرينا (بالإيطالية: Giuliana Sgrena) (من مواليد 20 ديسمبر 1948) صحفية إيطالية تعمل في صحيفة ايل مانيفستو (II Manifesto) الشيوعية الإيطالية وكذلك في الجريدة الاسبوعية الألمانية دي تسايت. أثناء عملها في العراق، اختطفت على يد جماعة مسلحة في 4 فبراير 2005، واطلق سراحها في 4 مارس 2005. تعرضت سغرينا وضابطين من المخابرات الإيطالية اللذان ساعدوا في إطلاق سراحها لإطلاق النار من قبل القوات الأمريكية أثناء توجههما إلى مطار بغداد الدولي. قتل نيكولا كاليباري، اللواء في جهاز المخابرات العسكرية الإيطالية، وأصيبت سغرينا وضابط آخر في الحادث. تسببت الحادثة باحتجاج وغضب دولي.

## نشأتها والسيرة المهنية
ولدت جوليانا سغرينا ونشأت في ماسيرا، مقاطعة فيربانو - كوسيو - أوسولا، وهي بلدة يقل عدد سكانها عن ألف شخص وشهدت صراعات وقتال شديدًا خلال الحرب العالمية الثانية بين أنصار إيطاليا والجنود الألمان. كان والدها فرانكو سغرينا من الحزبين المشهورين خلال الحرب وأصبح فيما بعد ناشطًا في اتحاد السكك الحديدية الشيوعي. [بحاجة لمصدر]
درست سغرينا في مدينة ميلانو حيث انخرطت في السياسة اليسارية. أصبحت من دعاة السلام المشهورين وعملت منذ عام 1980 في المنشور الاسبوعي«الحرب والسلام» (بالإيطالية: Guerra e Pace)، الذي يحرره مايكل أنجلو نوتارياني.  [بحاجة لمصدر]
في عام 1988، انضمت إلى الصحيفة الشيوعية ايل مانيفستو و عملت كمراسلة للحرب، غطت منذ ذلك الحين صراعات مثل الحرب الأهلية الجزائرية والصراعات في الصومال وأفغانستان. وخلال عملها كصحفية، قدمت تقاريرعدة حول القرن الأفريقي والمغرب العربي والشرق الأوسط. [بحاجة لمصدر]
بصفتها مدافعة عن حقوق المرأة، كانت مهتمة بشكل خاص بأوضاع المرأة في الإسلام. وحول هذا الموضوع، كتبت في مدرسة طالبان (بالإيطالية: Alla scuola dei Taleban).
وعارضت غزو العراق عام 2003. في بداية الحرب ذهبت إلى بغداد لتغطية احداث الحرب والقصف الذي كانت تتعرض له المدينة، ولعملها حصلت على لقب كافاليير ديل لافورو عندما عادت إلى إيطاليا.

## الاختطاف
اختطفت سغرينا خارج جامعة بغداد على يد مسلحين في فبراير 2005. وفي مقال نشر في مارس 2003، تحدثت بصراحة عن قلقها من الوضع الأمني في بغداد وخوفها من الاختطاف.

### ادعاءات التحايل
ذكرت الناشطة المناهضة للعولمة نعومي كلاين أن «سغرينا» كانت «مدركة تمامًا المخاطر الهائلة» لكنها مستعدة لتحمل ذلك من أجل تغطية الحرب. ودافعت سغرينا عن قرارها المخاطرة بالاختطاف كجزء ضروري من العمل كمراسلة غير مضمنة في منطقة حرب. تشير إلى تقاريرها عن حوادث خطيرة مثل معركة الفلوجة الثانية، حيث قالت، لم يتمكن من تغطية أحداث المعركة والإبلاغ عن مستوى الدمار في المدينة ووحشية الحرب في الشوارع سوى مراسلون غير متمرسين، والتي شملت على حد قولها استخدام النابالم.
وظهرت لاحقًا في مقطع فيديو تدعي فيها أن مطالب خاطفيها، هي انسحاب القوات الإيطالية من العراق، وقد نفذ الطلب. كما اجريت تفاوضات على إطلاق سراحها بعد ذلك، واطلق سراحها في 4 مارس 2005. ويُزعم أن إيطاليا دفعت ستة ملايين دولارأمريكي فدية لإطلاق سراحها.

## الإنقاذ بواسطة عملاء إيطاليين وإطلاق النار من قبل الجنود الأمريكيين
بعد أن تم إنقاذها من قبل نيكولا كاليباري ووكيل الاستخبارات الإيطالية آخر، تم نقل سيغرينا بسيارة إلى مطار بغداد الدولي. ورغم ذلك تم وضع حاجز على الطريق لحماية قافلة سيارات جون نيغروبونتي، وأطلق النار على السيارة، مما تسبب في وفاة نيكولا كاليباري ضابط في الاستخبارات الإيطالية، وإصابة جوليانا سغرينا والعميل الآخر الذي كان برفقتهم. وقالت سغرينا أن القوات الأمريكية أطلقت النار على السيارة دون أي تحذير، وتسببت الحادثة بتوتر العلاقات الدبلوماسية بين إيطاليا والولايات المتحدة. وزعم الجنود الأمريكيون أنهم خدعوا في إطلاق النار على السيارة بفعل زائف لأحد عملاء القاعدة على أن قنبلة كانت في السيارة التي تحمل سغرينا. ورفضت جوليانا ادعاءات الولايات المتحدة وأصرت على ان الجنود لم يعطوا أي تحذيرات قبل أن يطلقوا النارعلى سيارتهم. وقالت سغرينا أنه من أصل 58 رصاصة أطلقت على السيارة، أطلق 57 رصاصة على الركاب وتم إطلاق الرصاصة الأخيرة فقط على المحرك، مما يدل على أن القصد لم يكن إيقاف السيارة.

## حصيلة الحادثة
في الفيلم الوثائقي الفلوجة، المذبحة المخفية الذي أُنتَج في نوفمبر 2005 من قِبَل راديو تلفزيون إيطاليا، ادَعَتْ سغرينا أن الولايات المتحدة اسْتَخْدَمَتْ الفسفور الأبيض والنابالم في مدينة الفلوجة خِلال معركة الفلوجة الثانية عام 2004.
في 26 يونيو 2006، تَقَدَمتْ سغرينا لِلقَاء ماريو لوزانو، الجندي في الجيش الأمريكي الذي أطْلَقْ النار على سيارة التي كانت تَسْتَقِلها.
حَصَلتْ جوليانا سغرينا على جائزة شتوتغارت للسلام في عام 2005.

### استشهاد عام
- "Nur keine falsche Bewegung". Die Zeit. 11 أكتوبر 2004. مؤرشف من الأصل في 2018-12-15. باللغة الألمانية
- "Naomi Klein Reveals New Details About U.S. Military Shooting of Italian War Correspondent in Iraq". Democracy Now. مؤرشف من الأصل في 2005-09-09. اطلع عليه بتاريخ 2005-09-05.
- "Napalm Raid on Falluja?". Il Manifesto. 23 نوفمبر 2004. مؤرشف من الأصل في 2005-02-16.
- "Fallujah, The Hidden Massacre". RAI. 8 نوفمبر 2005. مؤرشف من الأصل في 2005-12-15. باللغة الإيطالية
- "Showcase: Read Selected Reports". Al-Jazeera. 23 أكتوبر 2010. مؤرشف من الأصل في 2010-10-24.
- Sgrena، Giuliana: "Alla scuola dei taleban "، Editore Manifestolibri (collana Talpa di biblioteca)، 2002، 174 p.
- Sgrena، Giuliana: "Il fronte Iraq . Diario di una guerra Permanente "، Editore Manifestolibri (collana Talpa di biblioteca)، 2004، 181 p.
- Sgrena، Giuliana: "Fuoco amico"، Editore Feltrinelli (collana Serie bianca)، 2005، 157 p.
- Sgrena، Giuliana: "Il prezzo del velo. La guerra dell ' Islam contro le donne "، Editore Feltrinelli (collana Serie bianca) 2008، 156 p.

## روابط خارجية
- الرهينة الإيطالي، أطلق سراحه في العراق، أصيب برصاصة وأصيب بجروح من قبل الجنود الأمريكيين (نيويورك تايمز، 5 مارس 2005، التسجيل مطلوب)
- الصور التي التقطتها جوليانا سغرينا (Il Manifesto) باللغة الإيطالية باللغة العربية
- جوليانا سغرينا ملف (بي بي سي)
- تصريح CNN Guardian Giuliana Sgrena بعد إطلاق سراحها
- جيريمي سكاهيل، AlterNet ، 28 مارس 2005، «لا نقطة تفتيش، لا دفاع عن النفس»
- مقابلة CBS 60 دقيقة ، 13 أبريل 2005، «صحفي إيطالي: كذبت الولايات المتحدة»
- مقابلة مع جوليانا Sgrena الديمقراطية الآن! 27 أبريل 2005 «جوليانا سغرينا تفجر التستر على الولايات المتحدة وتدعو الولايات المتحدة وإيطاليا لمغادرة العراق»
- تقرير عسكري أمريكي عن الحادث بما في ذلك أجزاء منقحة غير مكشوفة
- تقول هيومن رايتس ووتش ولجنة حماية الصحفيين - آيفكس: إن نقاط التفتيش العسكرية الأمريكية في العراق تفتقر إلى إجراءات السلامة الأساسية